# Eduard von Liebert
Pour les articles homonymes, voir Liebert.
Eduard Wilhelm Hans Liebert, depuis 1900 von Liebert (né le 16 avril 1850 à Rendsburg et mort le 14 novembre 1934 à Tscheidt) est un officier prussien, plus récemment général d'infanterie et gouverneur de l'Afrique orientale allemande. Il est également député du Reichstag de 1907 à 1914 et travaille  également comme écrivain militaire.

## Biographie

### Origine
Il est issu d'une famille silésienne et est le fils du major prussien de l'état-major Friedrich Wilhelm Liebert (1805-1853) et de son épouse Friederike Karoline, née Schindler (1829-1908).

### Carrière militaire
Après sa formation dans le corps de cadets, Liebert est transféré en tant que porte-épée-Enseigne  au 58e régiment d'infanterie (pl) de l'armée prussienne à Glogau. Dans la guerre austro-prussienne, il participe aux batailles de Nachod, Skalitz et Sadowa, ainsi qu'aux batailles de Schweinschädel et Gradlitz. Pendant la guerre, il est promu sous-lieutenant. À partir du 1er octobre 1869, il est adjudant du 2e bataillon. Dans cette position, Liebert participe à la guerre contre la France en 1870/71 au siège de Paris, aux batailles de Frœschwiller-Wœrth (où il est légèrement blessé), au Mont Valérien, et aux batailles de Buzenval et de Garches. Pour ses réalisations, il reçoit la croix de fer de 2e classe.
Du 20 juin au 19 septembre 1872, Liebert sert comme adjudant de la 20e brigade d'infanterie à Posen. Il étudie à l'Académie de guerre pendant trois ans. Pendant cette période, il est affecté au 20e régiment d'artillerie de campagne, du 23 juillet au 30 septembre 1874. Du 1er au 21 juillet 1875, il participe à une tournée de formation de l'état-major général du 5e corps d'armée et est détaché pour diriger les officiers étrangers lors de la manœuvre du 6 juillet. En position à la suite, Liebert est transféré à l'école de guerre (de) de Hanovre comme instructeur le 1er janvier 1876. Du 3 janvier au 20 février 1877, il est détaché pour servir dans le 13e régiment d'uhlans. L'année suivante, Liebert est envoyé pour participer à une tournée d'entraînement du 10e corps d'armée du 1er au 12 août 1878. Le laissant à son commandement, Liebert est placé à la suite du 13e régiment d'infanterie le 15 août 1878 et promu capitaine le 17 septembre.
Avec le cartographe Julius Kettler (de) et le "consul" G. A. Wilhelmy, qui a l'expérience des tropiques, l'instituteur Mejer et le professeur de physique Gustav von Quintus-Icilius, l'instituteur de guerre Eduard Liebert est l'un des douze citoyens qui ont formé le 27 septembre 1878 un "comité provisoire pour la fondation d'une société géographique de Hanovre (de)".
En tant que capitaine, Liebert reçoit l'ordre de servir au sein du 73e régiment de fusiliers. Cela est suivi par son transfert au Grand État-Major et, à partir du 23 décembre 1880, il devient professeur à l'école de guerre de Metz. Laissant son commandement au Grand État-major général, il est transféré à l'État-major général de l'armée le 2 avril.
Liebert esr membre de la Commission supérieure des examens militaires du 1er janvier 1882 au 4 décembre 1884. Depuis le 18 avril 1882, il a été transféré à l'état-major général du 3e corps d'armée à Berlin. Du 1er novembre 1882 au 30 septembre 1884, il est professeur à l'Académie de guerre. À partir du 13 septembre 1882, il est membre de la Commission d'étude des écoles de guerre. Il est transféré au Grand État-major général le 13 décembre 1883.
Transféré au 76e régiment d'infanterie à Hambourg le 4 décembre 1884, Liebert est nommé chef de la 3e compagnie avant d'être réaffecté à l'état-major de l'armée le 5 décembre 1885 dans le cadre d'un transfert au grand état-major. En tant que premier officier d'état-major, il est ensuite transféré à l'état-major général de la 12e division d'infanterie à Neisse le 29 décembre 1885 et promu major surnuméraire le 20 février 1886. Transféré à nouveau au Grand État-major général le 20 septembre 1887, Liebert est aussi simultanément instructeur à l'Académie de guerre du 1er novembre 1887 au 6 février 1891.
Il est chargé du commandement de la légation du sultan de Zanzibar, pendant la période du 25 septembre au 9 octobre 1889. Du 1er avril 1889 au 1er juillet 1890, il est chargé de la suppléance du commissaire impérial pour l'Afrique orientale.
Le 7 février 1891, Liebert est transféré en tant que premier officier d'état-major général à l'état-major général du 10e corps d'armée à Hanovre et est promu lieutenant-colonel le 16 mai 1891. À ce poste, il reçoit le grade et les charges de chef de division le 29 mars 1892. Conservant ce commandement et occupant le poste à la suite de l'état-major général de l'armée de terre, il est transféré au budget annexe du grand état-major général le 17 mai 1892, avant que Liebert ne soit finalement nommé chef d'état-major général du 10e corps d'armée. Promu simultanément au grade de colonel, il est commandant du 12e régiment de grenadiers stationné à Francfort-sur-l'Oder. Il effectue un "service honoraire" auprès du vice-roi chinois Li Hung-Chang du 9 juin au 4 juillet 1896.

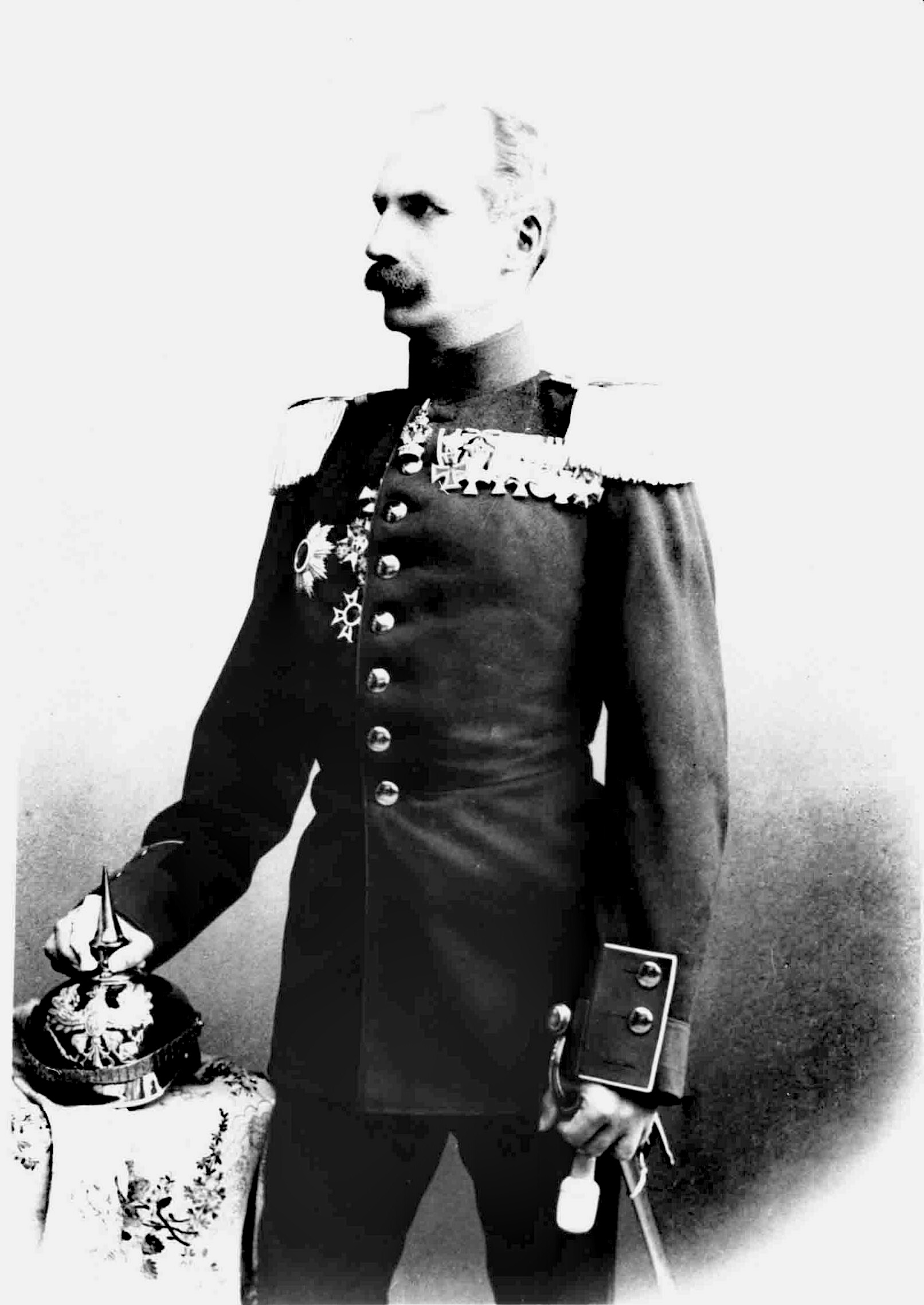
Le général de division Liebert en tant que gouverneur de l'Afrique orientale allemande

En vue d'une affectation comme gouverneur en Afrique orientale allemande, Liebert démissionne de l'armée prussienne le 3 décembre 1896 et passe au service colonial sous la position à la suite de la Schutztruppe pour l'Afrique orientale allemande. Pendant la durée du congé du lieutenant-colonel Lothar von Trotha, il est simultanément affecté aux affaires du commandant de la force de protection le 16 février 1897. Promu général de division le 20 juillet, les affaires du commandant de la force de protection lui sont transférées le 22 septembre 1897 jusqu'à nouvel ordre. Le 1er janvier 1900, Liebert est élevé à la noblesse héréditaire par Guillaume II. En tant que gouverneur de la colonie, il s'attire le mécontentement de la population, notamment en augmentant massivement les impôts.
Relâché de ses fonctions à la suite des troubles qu'il a provoqués en Afrique orientale allemande, Liebert est réemployé dans l'armée prussienne le 13 mars 1901. Il fait d'abord partie des officiers de l'armée, est mis à la tête de la 6e division d'infanterie à Brandebourg le 9 avril, et lors de sa promotion au grade de lieutenant général, il est nommé commandant le 18 mai 1901. En approbation de sa démission, Liebert est mis à disposition le 7 avril 1903, avec sa pension légale.
Après le déclenchement de la Première Guerre mondiale, Liebert est réactivé  le 4 octobre 1914 et déployé initialement en tant que commandant de Lodz. Le 7 novembre déjà, il est relevé de ce poste et son ordre de mobilisation est annulé. Ce n'est que le 14 janvier 1915 qu'il est à nouveau réactivé et nommé commandant de la 15e division de réserve, avec laquelle il est ensuite déployé sur le front occidental lors de la bataille d'automne en Champagne. Dans cette position Guillaume II lui décerne le 27 janvier 1916 le caractère de général dl'infanterie. Liebert reçoit le brevet pour ce grade lorsqu'il prend la direction du 54e corps le 25 février 1917. Avec ce commandement, Liebert participe aux batailles défensives réussies de la 7e armée sur l'Aisne et est décoré de l'Ordre Pour le Mérite pour ses exploits le 6 juin 1917. Peu de temps après, le 17 juin, il est relevé de ses fonctions parce qu'il a dépassé la limite d'âge, et Liebert est mis à la retraite de manière permanente avec l'attribution de l'Ordre de la Couronne de 1re classe avec épées.

### Politique
En 1904, Liebert devient le président fondateur de l'Association impériale contre la social-démocratie (de) à Berlin, un membre de la direction principale de la Ligue pangermaniste, un membre du conseil d'administration de la Société coloniale allemande et en 1909 est l'un des initiateurs de la Association des femmes allemandes conservatrices de droite. De 1907 à 1914, il est député du Reichstag en tant que membre du Parti conservateur libre (FKP).
Dans la Ligue pangermaniste, Liebert défend les théories raciales à plusieurs reprises. Par exemple, il donne une conférence sur "Le développement futur de nos colonies", lors du congrès de la Ligue à Lübeck les 27 et 28 mai 1904, dans laquelle il s'élève contre une prétendue "détérioration raciale" dans les colonies allemandes. Lors de la journée de la Ligue d'Erfurt du 6 septembre 1912, il s'en prend à la validité juridique des "mariages mixtes" dans les colonies qui est décidée par le Reichstag, ou plutôt, il décrit la motion à cet égard comme "frappant au visage tout sentiment racial et toute fierté raciale".
Peu de temps avant la dissolution de la chambre des seigneurs de Prusse, Liebert est nommé membre en 1918.
Liebert est également actif en tant qu'écrivain militaire et utilise occasionnellement le pseudonyme "Samarticus".
En 1929, il rejoint le Parti national-socialiste des travailleurs allemands.

### Famille
Liebert épouse Helene Dittmer à Kiel le 27 avril 1876. Elle était la fille du grossiste en vin et homme d'affaires Ernst Dittmer (1856-1898). Sa fille Elsa (née en 1877) épouse le commissaire aux bains Hans von Moser. Après la mort de sa femme, il épouse sa sœur Maria Charlotte (né en 1872) à Daressalam en 1899.

## Publications
- Deutschland Heldenzeit 1870/71. Schlachtschilderungen. 1914.
- Feldmarschall Neithardt von Gneisenau. Ein Lebensbild. 1914.
- Generalfeldmarschall Graf Hellmuth von Moltke. Eine Lebensskizze. 1914.
- Aus einem bewegten Leben. Erinnerungen. 1925.

## Récompenses
- Ordre de l'Aigle rouge de 2e classe avec des feuilles de chêne et des épées[8]
- Ordre russe de Sainte Anne de 3e classe
- Commandeur de l'Ordre d'Henri le Lion
- Ordre de la couronne de fer de 2e classe
- Ordre du Double Dragon